# 香餅

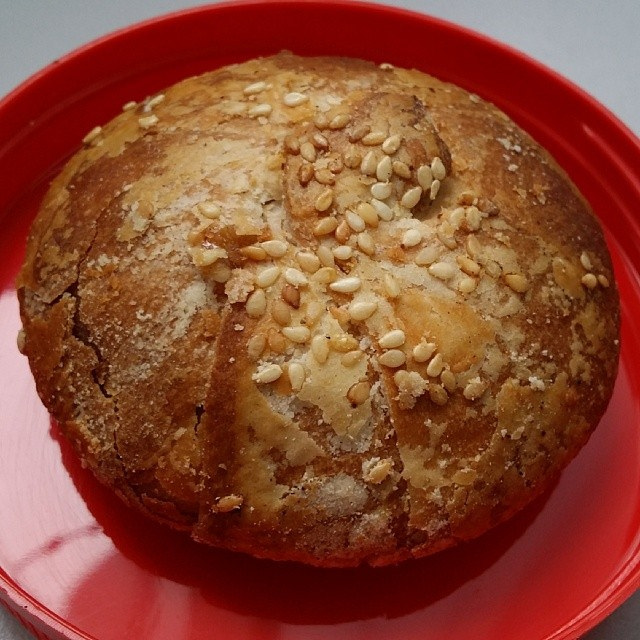
香餅

香餅（廣東話：Heong Peng，福建閩南話：Heong Peah）為馬來西亞華人社區內主要的糕點，一般內馅以麥芽糖為主，餅皮酥而易碎，食用時容易掉落餅屑。早期這道糕點又因形狀像馬蹄，而被稱為馬蹄酥，後來因烤製此餅時，會散發陣陣誘人香味，因此後來在馬來西亞廣被稱為香餅。

## 來源
香餅是由麵粉糅合各種材料烘焙而成的酥餅，相傳原是宮廷食品，李世民的原配夫人長孫皇后回陝西探親時，所攜帶的隨身禮物就是香餅，後來這道宮廷點心流傳至民間，隨著時間的演變，發展出不同的餡料、形狀等。馬來西亞一帶的香餅，則是源自福建同安一帶，百年前華裔福建移民南來馬來半島討生活時，香餅的做法也隨著傳入，尤其是福建人聚集的霹靂州（Perak），因此香餅成為霹靂不少城鎮的特產，如安順（Teluk Intan）、太平（Taiping）、崑崙喇叭（Gunung Rapat），其中以安順所產的香餅最為著名。香餅在馬來西亞經過百年時光的發展，目前與福建同安一帶的有很大的差別。馬來西亞的香餅是以麵粉、麥芽糖及白糖作為原料，早期是貼在爐壁上烘烤，現在多改為烤爐來烘製 。

## 演變及包裝
目前馬來西亞的香餅除了原本的麥芽糖口味外，也陸續推出榴槤、咖啡、班蘭葉等各種口味。除了在霹靂外，在檳城、吉打、馬六甲、柔佛等地的餅店也有推出香餅，成為當地的主流傳統糕點之一。香餅易受潮而變軟，因此當地多以小單位來販售此餅，通常一包八或十顆。另外製作香餅的店家多位分佈在新村的家庭工廠，因資本不高的因素，多採用廉宜的紅色塑膠袋來包裝此餅。這些家庭工廠在有製作香餅的日子，都會在門口掛上招牌，讓食客聞香來購買，久而久之，在馬來西亞各地新村出產的香餅，買家不會記得其商標名稱，反而卻記得製造廠家的門牌號碼。